# Kakhaber Tskhadadze
Kakhaber Tskhadadze   (Rustavi, 7 de setembre de 1968) és un exfutbolista georgià de la dècada de 1990 i entrenador.
Fou 25 cops internacional amb la selecció georgiana.
Pel que fa a clubs, defensà els colors de Dinamo Tbilisi, Eintracht Frankfurt, Alania Vladikavkaz, Manchester City FC, Lokomotiv Tbilisi i Anzhi Makhachkala.